# 木岗镇
木岗镇，是中华人民共和国贵州省六盤水市六枝特区下辖的一个乡镇级行政单位。

## 行政区划
木岗镇下辖以下地区：
木岗社区、木岗场村、把仕村、小木岗村、瓦窑村、木岗冲村、斗蓬村、小黄桶村、抵簸村、抵岗村和戛陇塘村。